# 薛恒
薛恒（1955年11月—）。男，汉族，辽宁绥中人，中华人民共和国政治人物。中共中央党校在职研究生学历。

## 生平
1973年8月参加工作。1974年6月加入中国共产党。1992年12月后历任中共凌海市委书记，辽宁省民政厅副厅长、厅长，中共丹东市委书记，中共营口市委书记等职，其中1994年7月14日凌晨，时任凌海市委书记的薛恒在凌海市大凌河镇尤山子村陪同锦州市委书记张鸣岐视察灾情时，张鸣岐被洪水冲走殉职。2011年1月当选辽宁省人民政府副省长，同年3月不再担任营口市委书记，兼任辽宁省政法委副书记、省公安厅厅长。2013年3月不再兼任辽宁省公安厅厅长。2016年1月，辞去辽宁省副省长职务。2016年1月，当选辽宁省政协副主席。
2021年8月23日，薛恒因涉嫌严重违纪违法，主动投案，接受中央纪委国家监委纪律审查和监察调查。至此，辽宁省公安厅已有连续三任前任厅长落马（李峰、李文喜、薛恒）。
2022年2月19日，被给予开除党籍开除公职处分，收缴违纪违法所得，涉嫌犯罪问题移交司法机关起诉，涉案财物一并移送。3月18日，薛恒涉嫌受贿、利用影响力受贿一案，由国家监察委员会调查终结，移送检察机关审查起诉，最高人民检察院依法对其作出逮捕决定。
2022年5月16日，薛恒涉嫌受贿、利用影响力受贿案，由国家监察委员会调查终结，经最高人民检察院指定，由内蒙古自治区巴彦淖尔市人民检察院审查起诉。巴彦淖尔市人民检察院已向巴彦淖尔市中级人民法院提起公诉。
2022年8月18日，巴彦淖尔市中级人民法院一审公开开庭审理薛恒受贿、利用影响力受贿一案。巴彦淖尔市人民检察院起诉指控：2001年至2019年，被告人薛恒利用职务便利，为有关单位和个人提供帮助。2005年至2021年，直接或者通过亲属非法收受他人给予的财物，折合人民币共计1.35亿余元。2019年，薛恒离职后，利用其原职权和地位形成的便利条件，接受他人请托，通过其他国家工作人员职务上的行为，为他人提供帮助，收受财物折合人民币共计86.3万元。依法应当以受贿罪、利用影响力受贿罪追究其刑事责任。薛恒进行了当庭表示认罪、悔罪。2023年12月13日，巴彦淖尔市中级人民法院一审宣判，对被告人薛恒以受贿罪判处有期徒刑15年，并处罚金人民币600万元；以利用影响力受贿罪判处有期徒刑2年6个月，并处罚金人民币20万元，决定执行有期徒刑17年，并处罚金人民币620万元。对薛恒受贿、利用影响力受贿犯罪所得及孳息依法予以追缴，上缴国库。
2024年1月6日，在中国中央电视台播出的电视专题片《持续发力 纵深推进》第一集中，披露了薛恒案的细节及电视认罪片段。专题片称，2005年，时任辽宁省民政厅厅长的薛恒私下找到李文喜，希望办案时能放商人朋友白玉臣一马。于是李文喜“帮着办事”，既让薛恒从中获取了巨额利益，也提前为他上了滥用执法权的“一课”。